# Samana (souffle vital)
Samāna (devanāgarī: समान) est un terme sanskrit qui correspond dans la philosophie indienne et plus particulièrement dans le Yoga au flux vital de digestion qui est l'un des cinq souffles vitaux (prāṇās). Les quatre autres souffles vitaux sont par ordre alphabétique: apāna, prāṇa, udāna et vyāna.